# Bielawy (powiat Łowicki)
Bielawy is een dorp in het Poolse woiwodschap Łódź, in het district Łowicki. De plaats maakt deel uit van de gemeente Bielawy en telt 620 inwoners.